# Beishiku Si
Der Beishiku Si oder Nordgrotten-Tempel (chinesisch 北石窟寺, Pinyin Běishíkū sì, englisch Northern Grottoes/North Grotto Temple/Northern Cave Temple(s), etc.) zählt zu den vier bedeutendsten Höhlentempeln in der chinesischen Provinz Gansu. Er liegt am Zusammenfluss des Flüsse Pu He 蒲河 und Ru He 茹河 im Südosten der Großgemeinde Dongzhi 董志镇 unterhalb des Fuzhong Shan 覆钟山, fünfundzwanzig Kilometer im Südosten des Stadtbezirks Xifeng 西峰区 der bezirksfreien Stadt Qingyang 庆阳市.
Er wurde von Xi Kangsheng 奚康生, dem Regierungsbeamten (cishi) von Jingchuan 泾州, im Jahr 509 (dem zweiten Jahr der Yongping-Ära des Kaisers Xuan Wu 宣武帝) in der Zeit der Nördlichen Wei-Dynastie erbaut und später während der Nördlichen Zhou-, Sui-, Tang-, Song- und Qing-Dynastien erweitert. Die Grotten der Tang-Dynastie machen zwei Drittel der Grotten aus. Die Grotten befinden sich an verschiedenen Orten nur wenige Kilometer voneinander entfernt: Sigou zhukuqun 寺沟主窟群, Loudicun yiku 楼底村一窟 (kurz: Bei yihao 北一号), Shidaopo shiku 石道坡石窟, Huabaoyashi 花鸨崖石, Shiya dongtai shikuqun 石崖东台石窟群. Davon ist die Gruppe der Sigou-Grotten (Sigou zhukuqun) die interessanteste und konzentrierteste.
Die Beishiku-Grotten (Beishiku si) in Qingyang stehen seit 1988 auf der Liste der Denkmäler der Volksrepublik China (3-43).